# 次世代制空權
次世代制空权（英語：Next Generation Air Dominance，简称NGAD；或称下一代空中优势）是美國空軍开发第六代戰鬥機所进行的计划，目标是部署“系统家族”，接替洛克希德·馬丁公司的F-22战斗机。该计划的战斗机也被称为F-X或穿透式防空（Penetrating Counter-Air，PCA）。NGAD項目旨在造出可與無人機一同作戰的第六代戰機，以取代現有由洛歇馬丁建造的 F-22 「猛禽」（F-22 Raptor）戰機。
其计划于2030年左右为美国空军部署新型战斗机。虽名字相同，但美国空军和美國海軍的次世代制空权计划有所不同，战斗组成部分为F-47戰鬥機和F/A-XX，不过两者的部署时间点大致相同。

## 历史
次世代制空权计划始于2010年代早期，目标是在2030年代为美国空军建立一个先进的制空系统。2018年，该计划从一个简单的目标扩展为了一系列的军事力量发展。这一计划旨在发展一系列关键技术，例如战斗机推进系统、隐身性能、先进武器、数字化设计（基于電腦辅助设计的工程）以及机体表面的热量管理。该计划在研发阶段上将设计、生产和其它支援功能分开，改变了传统的美国空军采购投资程序。这一改变预计会在2025年花费90亿美元的预算。次世代制空权计划被称作“系统家族”，其中，战斗机是系统的核心。其它系统则是护送无人机，它们可以为战斗机携带额外的弹药，或者执行其它任务。
2020年9月，美国空军采购官员威尔·罗伯向《防务新闻》称，已设计、制造并试飞至少一架该计划的原型机。但他未透露已制造多少原型机、由哪些承包商制造，以及试飞的时间与地点，飞机特性（能否载人、高超音速、隐身）等所有信息。2021年5月，美国空军参谋长布朗将军称，NGAD将会在2030年左右开始取代F-22。
美国空军部长肯德尔（Frank Kendall）于2023年3月表示，经过长时间的规划后，空军決定首批次（First Tranche）将采购200架NGAD战机，以及1,000架搭配的CCA无人机系統。肯德尔表示，虽然采购数量之后仍有可能修改，但目前他对空军参谋长布朗上将（GQ Brown）的规划是每架NGAD搭配两架CCA。此外有300架F-35战机同样以每架配2架CCA的比例计算，因此首批采购量即高达1,000架。因NGAD和F-35设计上是搭配更多CCA共同作战，预期NGAD单价会是F-35的数倍，因此无人机的数量必需要能够辅助主力战机作战能量，无人僚机的好处是不需要因此增加飞行员数量，所以CCA将来的采购量只会更多。
2025年3月21日，美國總統特朗普與國防部長赫格塞思在白宮發表演講，他指美國空軍將「次世代制空权」項目交予波音公司，即波音擊敗洛歇馬丁，競標美國空軍第六代戰機項目成功。特朗普表示新戰機被稱為F-47戰鬥機，而測試版戰機已試飛近5年，並配備隱形技術與搭載數架無人機。他看好戰機建造進展，強調F-47會在他的任期內建成，而機隊將在未來幾年內建成。路透社報道指，有關戰機的設計仍被保密，但項目合約價值超過200億美元（約1554億港元），預料波音將在合約期限內獲得數千億美元的訂單。